# 德宏傣族景颇族自治州人民代表大会
24°26′11″N 98°35′09″E / 24.43642°N 98.58574°E
德宏傣族景颇族自治州人民代表大会，简称德宏州人大，其常设常务委员会，是德宏傣族景颇族自治州的地方国家权力机关。

## 沿革
1953年7月18日至23日，德宏傣族景颇族自治区首届各族各界代表大会召开，选举产生了自治区人民委员会主席、副主席、委员，成立德宏傣族景颇族自治区人民政府。1956年4月25日至5月1日，德宏州第一届人大一次会议召开，选举产生德宏傣族景颇族自治州人民委员会。1959年，大跃进、反右倾等活动展开后，州人民代表大会停止活动。1963年，州四届人大一次会议召开恢复工作。文化大革命爆发后，1967年德宏州人大受冲击停止行使职权。1978年12月21-27日，德宏州七届人大一次会议召开，选举产生德宏州革命委员会领导班子和法院、检察院两院领导。1983年4月，州八届人大一次会议召开，德宏州人大常务委员会正式成立。

## 机构设置
其常务委员会旗下设置有：
- 办公室
- 财政经济委员会
- 法制委员会
- 民族华侨工作委员会
- 法制工作委员会
- 教育科技文化卫生工作委员会
- 选举联络工作委员会
- 农业环境资源保护工作委员会
- 研究室
- 预算工作委员会
- 内务司法工作委员会